# Morton Narrowe
Morton Herman Narrowe, född 15 mars 1932 i Philadelphia i USA, är amerikansk-svensk rabbin och författare.
Morton Narrowe är född i USA av föräldrar som invandrat från Östeuropa. Familjen var traditionell, men inte överdrivet religiös. Narrowe fick sin utbildning till rabbin inom den konservativa inriktningen av dagens judendom vid The Jewish Theological Seminary, där han också avlagt akademisk examen. I sin ungdom var Narrowe intresserad av den ortodoxa judendomen, men övergick tidigt till en mer liberalkonservativ inriktning. Han studerade en kort period vid en ortodox jeshiva i New York, men trivdes inte med det valet. Narrowe tog då steget över in i den konservativa judendomen, vilken är mer liberal än den ortodoxa judendomen.
Narrowe blev rabbin 1959. Han kom till Sverige 1965 tillsammans med sin familj för att tillträda en tjänst som rabbin vid Judiska församlingen i Stockholm. År 1975 blev han överrabbin. Han gick i pension 1998.
Narrowe är också författare. Han utgav 2005 sina memoarer En tretvinnad tråd: amerikan, jude, svensk. Titeln är hämtad från Predikaren och citatet lyder i sin helhet: "En tretvinnad tråd brister inte så lätt" (Pred. 4:12). Morton Narrowe är aktiv inom religionsdialogen mellan judar, kristna och muslimer. Han är ledamot i det Religionsvetenskapliga sällskapet i Stockholm. Han är bland annat engagerad för Israels sak och den sionistiska frågan.